# Paul McCartney’s Liverpool Oratorio
 Paul McCartney’s Liverpool Oratorio mit dem von Paul McCartney und Carl Davis komponierten Oratorium Liverpool Oratorio ist das erste klassische Album von Paul McCartney. Gleichzeitig ist es einschließlich der Wings-Alben, der Livealben und Kompilationsalben das 23. Album von Paul McCartney nach der Auflösung der Band The Beatles. Es wurde 1991 in der Liverpool Cathedral aufgeführt und aufgenommen, am 7. Oktober 1991 in Großbritannien und am 22. Oktober 1991 in den USA veröffentlicht. Komponiert wurden die vom Royal Liverpool Philharmonic Orchestra gespielten Titel von Paul McCartney und Carl Davis.
Das Kompilationsalbum Selections from Paul McCartney’s Liverpool Oratorio ist kein eigenständiges neues Album von Paul McCartney und enthält im Wesentlichen teilweise gekürzte Lieder des Albums Paul McCartney’s Liverpool Oratorio. Es wurde ein Jahr später, am 5. Oktober 1992, in Großbritannien veröffentlicht. In den USA erschien es nicht.

## Entstehung
Paul McCartney, der als Kind beim Vorsingen als Chorknabe in der Liverpool Cathedral durchfiel, beschreibt in der Einführung des CD-Begleithefts, wie es zur Entstehung des Liverpool Oratorio kam:

„Nach all diesen Jahren meiner Laufbahn finde ich es sehr aufregend, dass mich das Royal Liverpool Orchestra gebeten hat, zusammen mit Carl Davis etwas für ihre Gedenkfeier zu schreiben. Das ist für mich die beste Gelegenheit, mein früheres Kokettieren mit Orchester und Chor zu einem richtiggehenden Werk auszuweiten.“

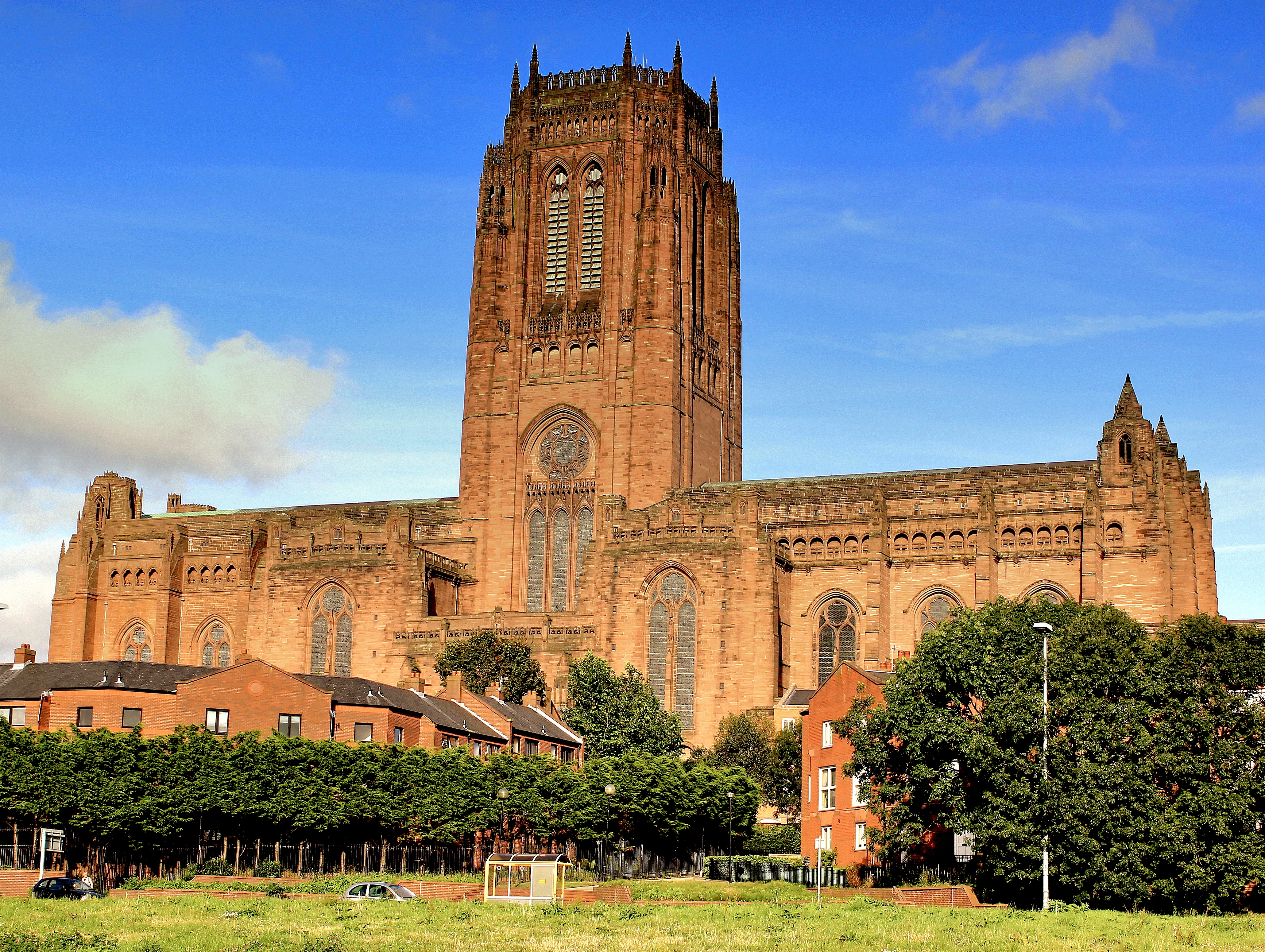
Liverpooler Kathedrale

1988 lernten Paul und Linda McCartney während der BBC-Fernsehkomödie Bread Jean Boht Nellie, die Ehefrau von Carl Davis kennen, beide Paare schlossen anschließend Freundschaft. Als McCartney den Auftrag vom Royal Liverpool Orchestra erhielt, war es für ihn und Davis selbstverständlich, zusammenzuarbeiten. 
Die Arbeiten am Oratorium begannen im Jahr 1988 und sollten zum 150-jährigen Bestehen des Royal Liverpool Philharmonic Orchestra im Jahr 1991 beendet sein. Paul McCartneys Kompositionsarbeiten fanden mit Carl Davis statt, der durch seine klassische musikalische Ausbildung und seine Auftragsarbeiten für die Kompositionen von Filmmusiken und Soundtracks die nötige Erfahrung in das Projekt mit einbrachte. Die Geschichte des Oratoriums beruht teilweise auf Paul McCartneys Jugend in Liverpool, beginnend im Jahr 1942. McCartney war es gewohnt, an kurzen, in sich geschlossenen Songs zu arbeiten, wobei er in der Regel schnell schrieb und aufnahm. Liverpool Oratorio war der Versuch eines längeren Stücks – wie er es ausdrückte: "Anstelle der Kurzgeschichte ist dies der Roman." McCartney beschrieb die Zusammenarbeit mit Davis: "Carl sagte gelegentlich: "Lass mich dir eine kleine Lektion erteilen", und je nachdem, in welcher Stimmung ich war, sagte ich manchmal: "Nein, Carl, das machen wir nicht", weil ich mich zu sehr wie ein Student fühlte. Aber manchmal, wenn ich in einer empfänglichen Stimmung war, sagte ich: "Mach weiter." Und er sagte: "Dieser Satz basiert auf der Rondoform." Also würde ich sagen: 'Was ist ein Rondo?' Und Carl würde es erklären."
Sie waren sich einig, dass das Werk nicht auf den Crossover-Markt ausgerichtet sein sollte, was bedeutet, dass sie sich nicht auf Pop-Motive und -Methoden verlassen würden, um es für ein modernes Publikum zugänglicher zu machen. Carl Davis wollte ursprünglich, dass McCartney Teil der Produktion ist. Dame Kiri Te Kanawa schlug McCartney vor, die Rolle des Schulleiters zu spielen, was er aber am Ende nicht tat. 
Die Proben vor der eigentlichen Aufführung fanden an drei Tagen vom 25. bis zum 27. März 1991 statt. Eine Testaufnahme fand am letzten Tag in der anglikanischen Kathedrale von Liverpool statt, und die beiden Komponisten schrieben Abschnitte und Soli um. Die Vorbereitungsarbeiten wurden von der BBC in dem Film Ghost of the Past dokumentiert. Die Regisseure des Films sind Geoff Wonfor und Andy Matthews.
Die Erstaufführung des Paul McCartney’s Liverpool Oratorio fand am 28. Juni 1991 in der Liverpooler Kathedrale vor 2.500 Zuschauern statt. Zu den 90 Mitgliedern des Royal Liverpool Orchestra kam der 160-köpfige Royal Liverpool Philharmonic Choir, 40 Chorsänger der Kathedrale und die vier Solosänger Kiri Te Kanawa, Sally Burgess, Jerry Hadley und Willard White hinzu. Die Premiere und Aufführung am folgenden Tag, an denen Paul McCartney und Carl Davis teilnahmen, wurden für die CD- und Filmaufnahmen verwendet. Somit handelt es sich bei Paul McCartneys erstem klassischem Werk um ein Livealbum. 
Weitere Uraufführungen folgten in London und New York, bevor das Liverpool Oratorio weltweit aufgeführt wurde.

## Covergestaltung
Das Cover entwarf die Agentur DEWYNTERS. Der CD liegt ein 40-seitiges bebildertes Begleitheft bei, das unter anderem die Liedtexte, eine Einführung von Paul McCartney sowie eine Beschreibung der Handlung beinhaltet.

## Titelliste
CD 1
War
1. Andante – 2:02
2. Non Nobis Solum – 2:35
3. The Air Raid Siren Slices Through…

1. Oh Will It All End Here? – 1:36
2. Mother and Father Holding Their Child – 1:16

School
1. We’re Here in School Today to Get a Perfect Education – 2:10
2. Walk in Single File Out of the Classroom – 1:02
3. Settle Down – 0:40
4. Kept in Confusion – 2:35
5. I’ll Always Be Here – 1:35
6. Boys, This Is Your Teacher – 1:23
7. Tres Conejos – 1:50
8. Not for Ourselves – 0:55

Crypt
1. And So It Was That I Had Grown – 0:48
2. Dance – 1:44
3. I Used to Come Here When This Place Was a Crypt – 1:58
4. Here Now – 0:46
5. I’ll Always Be Here – 2:24
6. Now’s the Time to Tell Him – 2:21

Father
1. Andante Lamentoso – 2:59
2. O Father, You Have Given… – 1:05
3. Ah – 1:13
4. Hey, Wait a Minute – 1:44
5. Father, Father, Father – 4:12

CD 2
Wedding
1. Andante Amoroso – I Know I Should Be Glad of This – 5:42
2. Father, Hear Our Humble Voices – 1:13
3. Hosanna, Hosanna – 1:40

Work
1. Allegro Energico – 1:20
2. Working Women at the Top – 2:52
3. Violin Solo – 5:05
4. Did I Sign the Letter… – 1:34
5. Tempo I – 0:30
6. When You Ask a Working Man – 1:34
7. Let’s Find Ourselves a Little Hostelry – 2:04

Crises
1. Allegro Molto – 0:54
2. The World You’re Coming In (Mary Dee, Knabensolo) – 2:28
3. Tempo I – 0:45
4. Where’s My Dinner? – 2:40
5. Let’s Not Argue – 0:31
6. I’m Not a Slave – 0:52
7. Right! That’s It! – 0:49
8. Stop. Wait. – 2:03
9. Do You Know Who You Are… (Nurse) – 3:36
10. Ghosts of the Past Left Behind (Nurse, Shanty, Mary Dee) – 3:08
11. Do We Live in a World… – 3:18

Peace
1. And So It Was That You Were Born (Shanty) – 1:22
2. God Is Good – 1:26
3. What People Want Is a Family Life (Preacher) – 2:17
4. Dad’s in the Garden (Nurse, Mary Dee, Preacher, Shanty) – 3:13
5. So on and on the Story Goes (Mary Dee, Shanty) – 1:06

CD 3 – Japanische Bonus-3″-CD
- Interview – 6:02

## Single-Auskopplungen

### The World You’re Coming Into
Am 30. September 1991 erschien in Großbritannien die 7″-Vinyl-Single The World You’re Coming Into / Tres Conejos, zusätzlich wurde die 5″-CD-Single mit den Liedern Introduction – Allegro Molto / The World You’re Coming Into / Tres Conejos veröffentlicht.

### Save the Child
Als zweite Single wurden am 12. November 1991 in den USA als 5″-CD-Single und am 25. November 1991 in Großbritannien als 7″-Vinyl-Single und 5″-CD-Single die Lieder Save the Child / The Drinking Song veröffentlicht. Am 2. Dezember 1991 wurde in Großbritannien noch die 5″-CD-Single Save the Child / The Drinking Song / The World You’re Coming Into veröffentlicht.

## Chartplatzierungen
| ChartsChartplatzierungen       | Höchstplatzierung | Wochen |
| ------------------------------ | ----------------- | ------ |
| Vereinigte Staaten (Billboard) | 177 (6 Wo.)       | 6      |
| Vereinigtes Königreich (OCC)   | 36 (4 Wo.)        | 4      |

## Video- und Promotionveröffentlichungen
In Europa wurde im November 1991 eine VHS-Videokassette mit dem Titel Paul McCartney’s Liverpool Oratorio veröffentlicht, die das Oratorium, bestehend aus den Aufführungen vom 28. und 29. Juni 1991, zeigt. Die Doppel-DVD, die im November 2004 veröffentlicht wurde, enthält zwei Bonus-Filme: die Dokumentation Ghosts of the Past: The Making of Liverpool Oratorio und Echoes mit dem noch nicht auf CD erhältlichen Lied In Liverpool, hierbei handelt es sich um einen von Paul McCartney gesungenen Titel.

## Wiederveröffentlichungen
- Das Album wurde bisher nicht neu remastert.
- Im Mai 2007 wurde das Album im Download-Format veröffentlicht.